# Oligocottus snyderi
Espèce
Statut de conservation UICN

 NE  : Non évalué
Oligocottus snyderi est une espèce de poissons de la famille des cottidés. Elle habite la zone côtière du nord-est de l’Océan Pacifique, de Sitka en Alaska à la  péninsule de Basse-Californie au Mexique. Les individus peuvent atteindre une longueur de 9 cm, et se trouvent habituellement dans des mares résiduelles, souvent en association avec des algues,.

## Description
Oligocottus snyderi peut atteindre une longueur de 9 cm. La nageoire dorsale présente 7 à 9 épines et 17 à 20 rayons mous, tandis que la nageoire anale ne présente aucune épine, mais 12 à 15 rayons mous. Chez le mâle, le premier rayon anal est disproportionné, et les trois premiers rayons sont séparés des autres. Le corps est lisse et ne présente pas d’écailles. Une courte épine est présente sur le museau, à côté de laquelle se trouve un cirre ; d’autres cirres étant présents en touffes au sommet de la tête, le long de la ligne latérale et à la base de la nageoire dorsale. La couleur de ce poisson est variable, pouvant aller du vert au rose ou au brun-rouge.

## Répartition et habitat
Oligocottus snyderi est originaire de la côte ouest de l’Amérique du Nord, son aire de répartition s’étendant entre Sitka, en Alaska, et la péninsule de Basse-Californie. Il se trouve sur les côtes rocheuses, où il est présent du milieu de la zone littorale jusqu’aux parties peu profondes de la zone néritique. À marée basse, il occupe les mare résiduelles situées dans les rochers, au bas de la côte. À marée haute, il se nourrit au sein d’une zone plus vaste.
Cette espèce occupe environ la même niche que son cousin Oligocottus maculosus,  mais les deux espèces ne semblent pas être en compétition directe pour les ressources, car O. snyderi privilégie les mares plus basses, où la température de l’eau reste plus fraîche. Les deux espèces peuvent retourner à leur mare d’origine si elles sont déplacées à proximité immédiate de leur aire d’origine.

## Écologie
O. snyderi est un prédateur dont le régime se constitue principalement d’amphipodes and vers polychètes. Les individus les plus gros peuvent également se nourrir de petites crevettes et de crabes. La reproduction a lieu à l’hiver et au printemps. Le premier rayon anal du mâle est préhensile, et est utilisé comme ptérygopode pour se tenir à la femelle. La fécondation est interne, et des groupes d’œufs sont déposés sur les rochers où ils sont gardés par le mâle. Les larves passent d’abord par un stade planctonique en mer, avant que leur métamorphose en juvéniles n’ait lieu, probablement lors d’une période de remontée d’eaux riches en nutriments le long de la côte concernée.
Si, à marée basse, les conditions se détériorent dans la mare habitée par O. snyderi, celui-ci est capable de la quitter et de respirer de l’air. Toutefois, il est moins tolérant aux conditions difficiles qu’O. maculosus.